# Yoshiaki Arata
Pour les articles homonymes, voir Arata.
Yoshiaki Arata (荒田 吉明, Arata Yoshiaki), né le 22 mai 1924 dans la préfecture de Kyoto et mort le 5 juin 2018, est un physicien japonais.

## Biographie
Yoshiaki Arata est un pionnier de la recherche en fusion nucléaire au Japon et un ancien professeur à l'université d'Osaka. Il a la réputation d'être un fervent soutien du nationalisme japonais, ne parlant que japonais en public.
Yoshiaki Arata commence ses recherches et publications dans le domaine de la fusion froide vers 1998, en compagnie de son collègue Yue Chang Zhang.

## Distinction
Yoshiaki Arata est décoré de l'ordre de la Culture en 2006.

## Publications
- (en) Y. Arata et Y. C. Zhang, Achievement of intense 'cold' fusion reaction, Proceedings of the Japanese Academy, series B, 1990. 66:l.
- (en) Y. Arata, Patent Application US 2006/0153752 A

### Articles
- (en) « Japan's Cold fusion Effort Produces Startling Claims of Bursts of Neutrons », Wall Street Journal, 4 décembre 1989
- (en) « New life for cold fusion? », New Scientist, 9 décembre 1989, p. 19
- (en) N. Wada et K. Nishizawa, « Nuclear fusion in solid », Japanese Journal of Applied Physics, 1989, 28:L2017